# Alexandre Akhiezer
Alexandre Ilitch Akhiezer (en russe : Алекса́ндр Ильи́ч Ахие́зер), né le 31 octobre 1911 à Tcherikov dans le gouvernement de Moguilev et mort le 4 mai 2000 à Kharkov, est un physicien soviétique connu pour ses travaux en électrodynamique quantique, physique nucléaire, physique du solide, théorie des champs et physique des plasmas,. Il est le frère du mathématicien Naum Akhiezer.

## Biographie
Akhiezer est né à Tcherikov dans l'Empire russe (aujourd'hui en Biélorussie). De 1929 à 1934, il étudie l'ingénierie des télécommunications à l'Institut polytechnique de Kiev. Il obtient ensuite une thèse en 1936, à l'Institut national de physique et de technologie de Kharkov sous la direction de Lev Landau.
Lorsque Landau quitte l'institut en 1938, il devient directeur du département de physique théorique. En 1941, il obtient une  habilitation et devient professeur à Kharkov jusqu'à 89 ans.
Avec Kirill Sinelnikov et Anton Walter, il fonde la faculté de physique et technologie.
Il travaille avec Isaac Pomerantchouk dans les domaines de la neutronique et la physique des plasmas à l'Institut Kourtchatov à Moscou.

## Récompenses
- Prix Leonid Mandelstam de l'Académie des sciences d'URSS en 1949.
- Prix Bogolioubov de l'Institut unifié de recherches nucléaires en 1995.
- Prix Pomerantchouk de l'Institut de physique théorique et expérimentale en 1998.
- Prix Davydov de l'Académie nationale des sciences d'Ukraine en 2000.

## Ouvrages
- (en) L. D. Landau, A. I. Akhiezer et E. M. Lifshitz (trad. du russe par J. B. Sykes, A. D. Petford et C. L. Petford), General Physics : Mechanics and Molecular Physics, Pergamon Press, 1967 (lire en ligne)
- (en) A. I. Akhiezer, I. A. Akhiezer, R. V. Polovin, A. G. Sitenko et K. N. Stepanov (trad. du russe par H. S. H. Massey), Collective Oscillations in a Plasma, Pergamon Press, 1967 (lire en ligne)
- (en) A. I. Akhiezer, I. A. Akhiezer, R. V. Polovin, A. G. Sitenko et K. N. Stepanov (trad. du russe par D. Ter Haar), Plasma Electrodynamics: Linear Theory, Pergamon Press, 1975 (ISBN 0-08-017783-2, lire en ligne)
- (en) A. I. Akhiezer, I. A. Akhiezer, R. V. Polovin, A. G. Sitenko et K. N. Stepanov (trad. du russe par D. Ter Haar), Plasma Electrodynamics: Nonlinear Theory and Fluctuations, Pergamon Press, 1975 (lire en ligne)
- (en) A. I. Akhiezer et S. V. Peletminskii (trad. du russe par M. Schukin), Methods of Statistical Physics, Pergamon Press, coll. « International Series in Natural Phlosophy » (no 104), 1981 (ISBN 0-08-025-040-8, lire en ligne)
- (en) A. I. Akhiezer et N. F. Shul'ga, High Energy Electrodynamics in Matter, Gordon & Breach, 1996 (ISBN 2-88449-014-0, lire en ligne)
- (en) A. I. Akhiezer, N. F. Shul'ga et S. P. Fomin, Landau-Pomeranchuk-Migdal Effect, Cambridge Scientific Publishers, 2005 (ISBN 1904868371)
- (en) A. I. Akhiezer, A. G. Sitenko et V. K. Tartakovskii, Nuclear Electrodynamics, Springer, coll. « Springer Series in Nuclear and Particle Physics », 2014 (ISBN 3642876625)